# Ruisseau de Chevral
Le ruisseau de Chevral est un petit cours d'eau ardennais de Belgique, affluent du ruisseau de Martin-Moulin affluent de second ordre de l’Ourthe Orientale dans le bassin versant de la Meuse. 
Il coule entièrement en province de Luxembourg.

## Parcours
Ce ruisseau prend sa source dans la Fagne du Vigneron sur le plateau des Tailles à l'ouest de la Baraque de Fraiture à proximité de la source de la Belle-Meuse à une altitude d'environ 600 m. 
Il s'écoule ensuite vers le sud dans un environnement boisé et irrigue et draine Wibrin avant de se jeter dans le ruisseau de Martin-Moulin à Achouffe à une altitude de 325 m. 
Son cours d'une dizaine de kilomètres se termine par la « Vallée des Fées », bien connue des randonneurs.

## Écologie
Ce ruisseau draine un bassin essentiellement forestier des Ardennes belges et il est concerné par le retour du Castor fiber, une espèce autrefois largement présente en Belgique, mais qui avait au XIXe siècle disparu d'une grande partie de son aire naturelle (eurasienne) de répartition.  Le castor a rétabli sur la Chevral deux séries de barrages (progressivement construits depuis 2004), comme non loin de là il l'a fait dans d'autres parties du bassin de l'Ourthe Orientale, bassin qui abrite vers 2010 la population de castors la plus importante de Belgique. Entre 2004 et 2012, Six  barrages de castors ont été établis sur la Chevral inférieure (pour une retenue d'eau cumulée s'étendant sur un peu plus d'un demi-hectare (0,52 ha). Cet évènement écopaysager a permis à une équipe de chercheurs des Universités de Gand (Belgique) et de Ferrara (Italie) d'étudier là quelques-uns des effets spatio-temporels des barrages de castor. Cette étude s'est concentrée sur leurs effets hydrologiques et hydrogéomorphologiques, ainsi que sur les modifications du transport sédimentaire.
La comparaison des débits de 1978–2003 (avant l'arrivée des castors) et des débits des années suivantes a mis en évidence que les castors ont significativement réduit les débits de crue du ruisseau au niveau des barrages de castors ainsi qu'en aval : :« les pics de crue sont significativement plus bas à l'aval de la série de barrages ». 
De plus, les crues ont aussi été moins fréquentes : dans le sous-bassin de l’Ourthe Orientale, le régime torrentiel de 60 m³/s qui était atteint ou dépassé tous les 3,4 ans avant le retour des castors, ne survient plus que tous les 5,6 ans depuis que les barrages de castors sont là. 
De plus, un « effet retard » est observé : Non seulement les crues sont moins hautes, mais elles sont approximativement retardées de 24 heures par les 6 barrages de la Chevral qui jouent ainsi un rôle d'écrêteurs de crue, limitant les risques d'inondation en aval où l'eau a plus de temps pour être évaluer vers la mer et/ou percoler vers les nappes. 
Un autre effet bénéfique est une nette amélioration du débit d'étiage : « le Q355 (c.à.d. le débit dépassé 355 jours par an) de l’Ourthe orientale qui était 0,6 ± 0,15 m3/s est remonté à 0,88 ± 0,52 m3/s après l'établissement des barrages » ; Dans les sous-bassins concernés, les épisodes extrêmes du cycle crue-étiage ont donc été atténué par les castors,.
Effets hydrogéomorphologiques et sédimentaires : L'étude belgo-italienne citée ci-dessus a aussi étudié, le volume, la distribution granulométrique et la répartition des sédiments retenus par 34 barrages de castors sur la Chevral, montrant que les barrages filtrent et ralentissent une partie des matières en suspension et des matériaux colportées par l'eau. Le retour du castor se traduit par un tamponnemenet des flux sédimentaires et une forte hétérogénéité entre l'aval et l'amont d'un barrage et l'entrée et la sortie de chaque séquence de barrages. En 7 ans, de 2004 à 2011, malgré un débit qui peut être torrentiel (plus de 60 m3/s en période de pointe), les castors ont ainsi retenus 1710 m3 de sédiments dans les étangs (25,1 cm d'épaisseur en moyenne, l'épaisseur étant significativement (p < 0.001) corrélée à la taille de l'étang de castor), selon un modèle de déposition irrégulier (ondulé) sur le cours d'eau (chaque étant riche en sédiment étant précédés par plusieurs étangs plus pauvres en sédiments. En termes de granulométrie, « un grossissement textural vers l’aval était également observé dans les séquences de barrages, ce qui est probablement à mettre en relation avec l’occurrence de brèches temporaires dans les barrages d’amont ». L'épaisseur du sédiment varie dans le temps selon l'hydrogramme de la rivière, avec « une déposition en phase montantes et une légère érosion pendant les décrues ». En 7 deux séries de barrages ont « filtré 190 tonnes de sédiments hors du Chevral, ce qui est dans le même ordre de grandeur que
les 374 tonnes mesurées dans les étangs, la différence correspondant aux excavations des castors (60 tonnes) et l'addition par ruissellement depuis les flancs des vallées ». Selon les auteurs, la nature des effets hydro géomorphologiques des barrages de C. fiber est comparable à ceux observés en Amérique du Nord pour les barrages de C. canadensis